# Mordýř
Rybník Mordýř o rozloze vodní plochy 11,3 ha se nalézá asi 0,5 km severně od centra obce Horní Ředice v okrese Pardubice na okraji přírodní rezervace Žernov. U rybníka je vyvinuta rozsáhlá rákosina. 
Rybník spolu s dalšími rybníky ředické soustavy (rybníky Šmatlán, Smilek, Ředický rybník), hraje významnou roli při jarním, a zejména podzimním tahu vodních ptáků. Území stávající PR Žernov patří k zoologicky nejsledovanějším a nejprozkoumanějším územím v Pardubickém kraji. Rybník je využíván pro chov ryb.

## Galerie

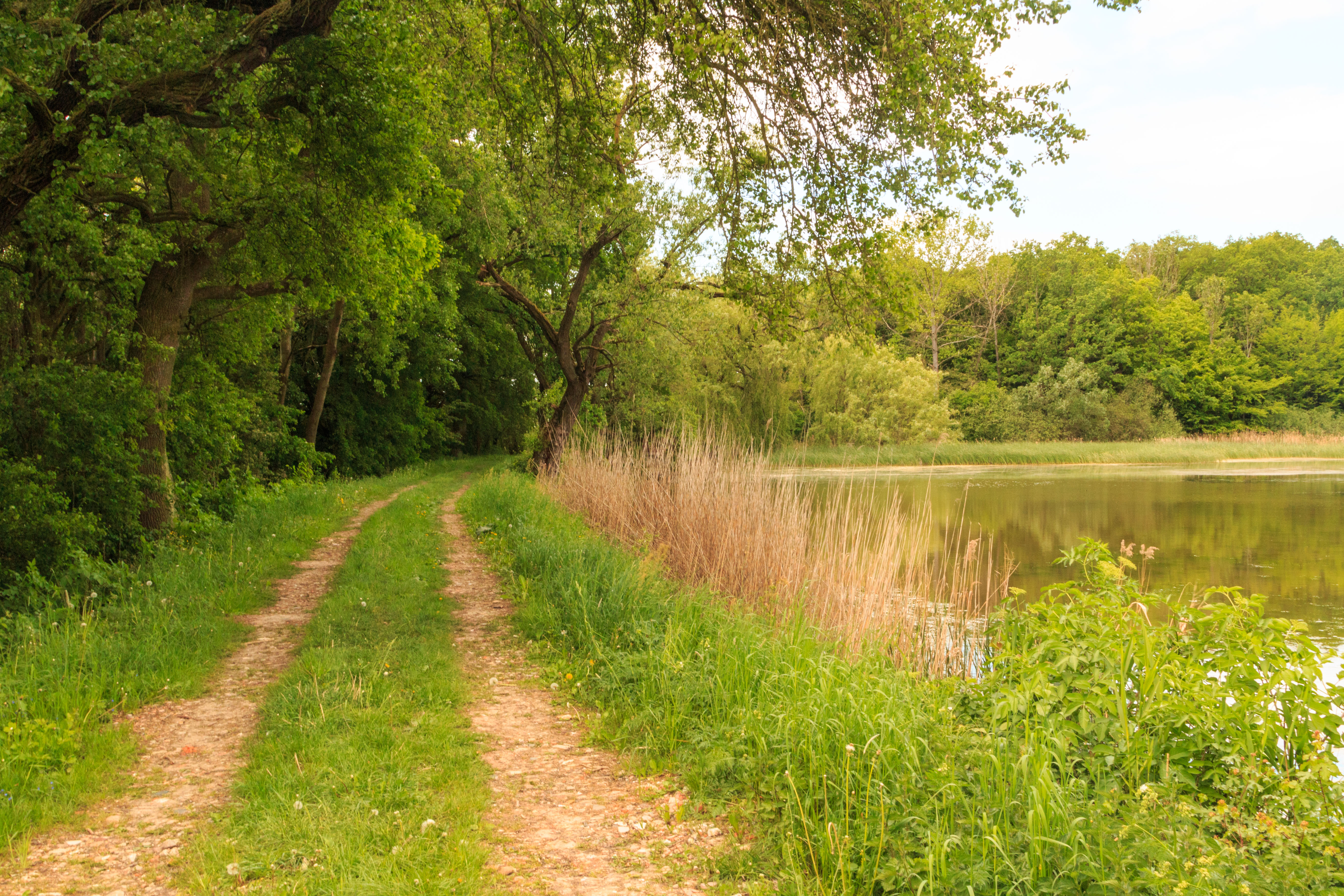
pohled na rybník Mordýř
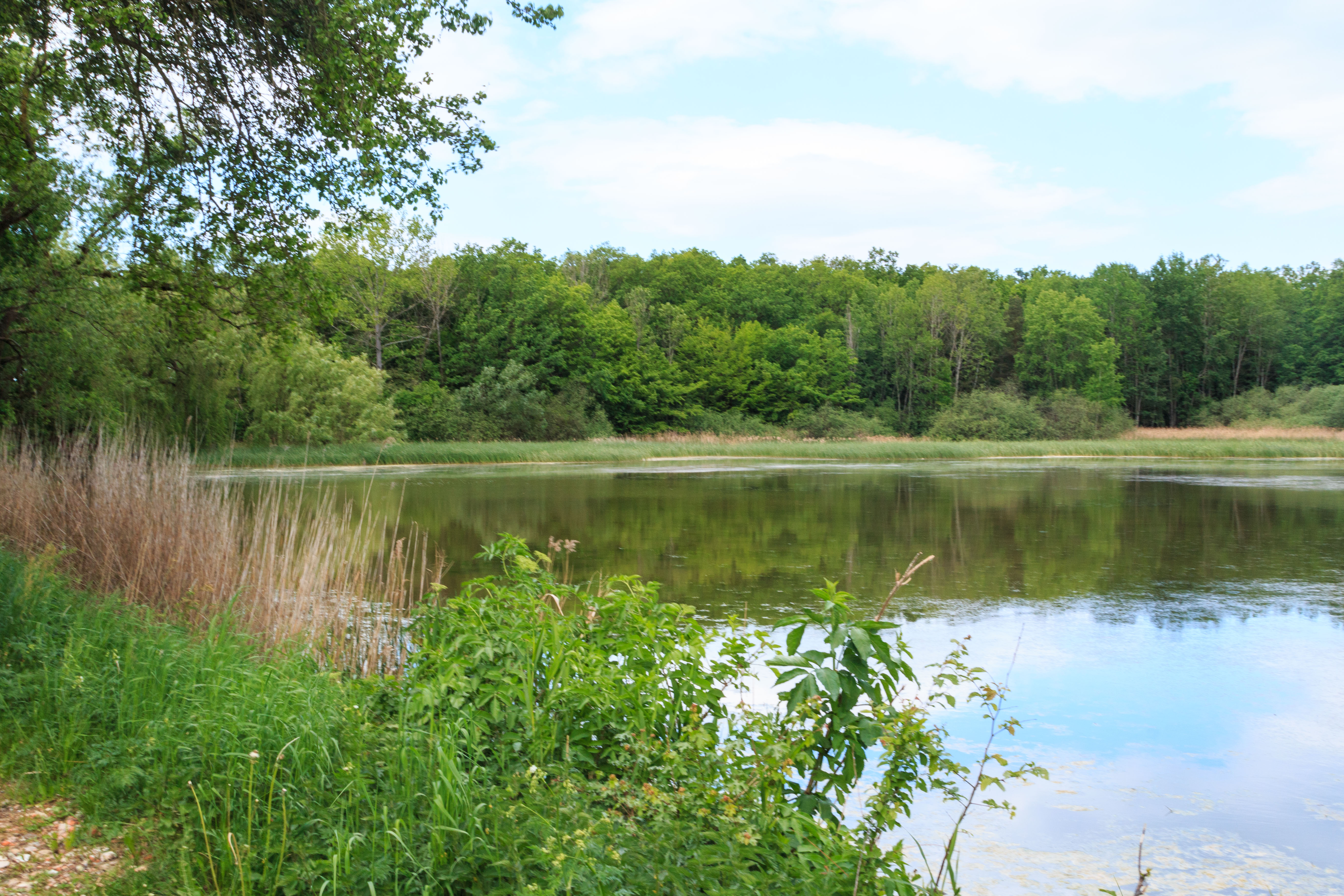
pohled na rybník Mordýř
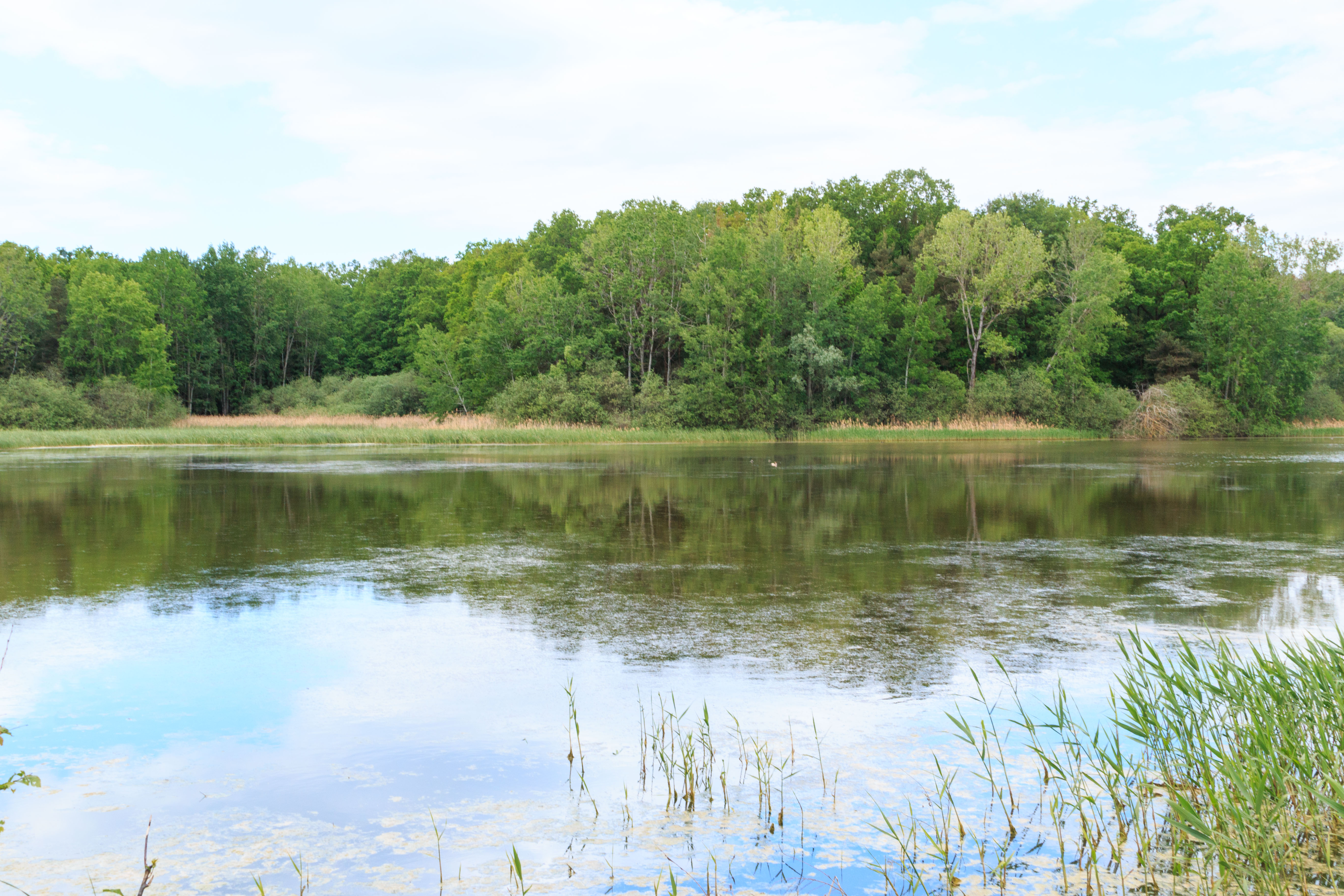
pohled na rybník Mordýř
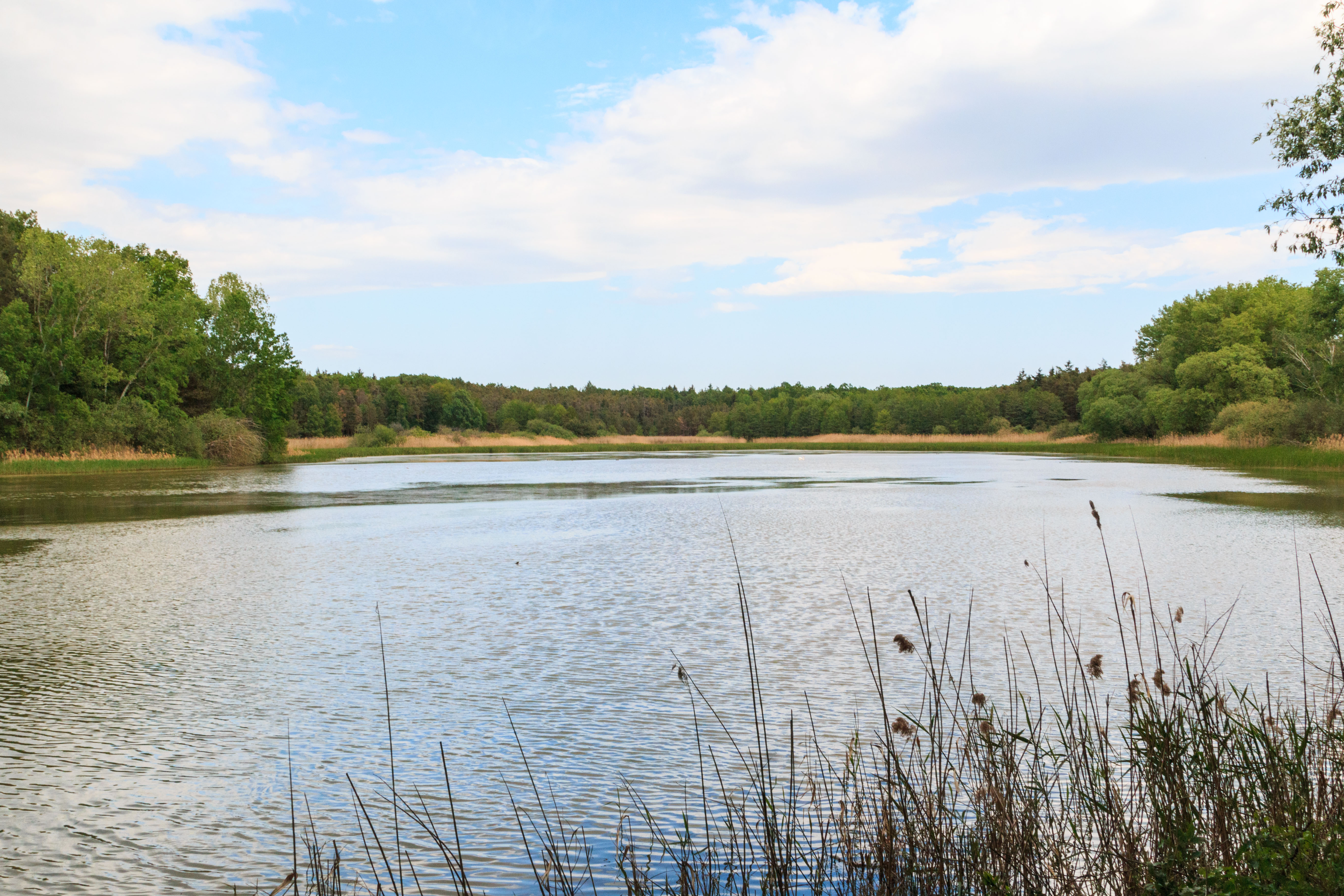
pohled na rybník Mordýř